# Jean-Germain Drouais
Jean-Germain Drouais (né le 25 novembre 1763 à Paris - mort le 13 février 1788 à Rome) est un peintre français de l'école de Jacques-Louis David, né d'une famille de peintres, mort à vingt-cinq ans.

## Biographie
Il était le fils du portraitiste François-Hubert Drouais. Il a reçu le Prix de Rome en 1784.
Jean-Germain Drouais fut instruit au foyer avec sa sœur Marie-Anne. La sœur célibataire de leur mère, Marie Jeanne Doré, qui vivant sous le même toit, se chargea de leur éducation. Ils l’appelaient « la tante sévère » mais le jeune garçon demeura proche d’elle jusqu'à sa mort. Le décès prématuré de son père François-Hubert Drouais, survint en 1775 alors que son fils n’avait que douze ans, ce qui fit que Jean-Germain Drouais obtint précocement une indépendance d’artiste. Bien qu’ayant hérité d’une fortune suffisante pour mener la belle vie, il préféra s’imposer toutes les rigueurs de la condition d’apprenti peintre d’histoire. À l’âge de quinze ans, il posa pour un portrait à l’huile exécuté par Catherine Lusurier, où il apparaît en plein travail, un morceau de craie pointu à la main, le regard levé au-dessus du carton à dessin. Cette même année, il s’inscrivit à l’Académie, après avoir déjà passé trois ans à l’atelier de Nicolas Guy Brenet. Quatre ans plus tard, il fut l’un des premiers jeunes artistes avec Girodet, Antoine-Jean Gros, Gérard à rejoindre l’atelier de David son futur maître.
Une fois qu’il y fut installé, les choix de Jean-Germain Drouais reproduisirent bientôt le parcours de son maître dans ses jeunes années de formation. Lors du premier concours du grand prix de Rome auquel il participa officiellement en 1783, Drouais fit preuve par son comportement d’une anxiété et de doutes aussi prononcés que David au début des années 1790. Déçu de sa composition sur le sujet "De la résurrection du fils de la veuve Naim", il fut incapable d’attendre les résultats et malgré les règles qui interdisaient une aide extérieure, il coupa son tableau en deux pour apporter l’un des morceaux à David afin d'avoir son avis.
Le lien qui unissait David et Jean-Germain Drouais était vraiment fort.
En 1784 à l’âge de 20 ans, il est lauréat du grand prix de Rome avec son tableau « Le Christ et la Cananéenne ». Ce tableau fut acclamé.
David l'accompagna à Rome et Jean-Germain Drouais aidera même David à réaliser son célèbre Serment des Horaces. Interrogé sur ce voyage, David dira «Je pris le parti de l'accompagner, autant par attachement pour mon art que pour sa personne. Je ne pouvais plus me passer de lui, je profitais moi-même à lui donner des leçons, et les questions qu'il me faisait seront des leçons pour ma vie.»
Jean-Germain Drouais est donc à Rome, à l'Académie de France - qui siège alors au Palazzo Mancini al Corso - accompagné de David, et y reste au-delà de la période réservée aux lauréats du prix. Dans la Ville éternelle, il est impressionné par l'art italien, par Raphaël en particulier, et par les monuments de l'Antiquité. À cette époque, il crée Mario a Minturno (Marius à Minturne), une peinture d'une grande force de composition et chromatique qui, à bien des égards, s'est avérée supérieure même aux œuvres de David, son professeur.
Cette œuvre impressionna grandement Goethe , alors présent à Rome, inspira la tragédie homonyme d' Antoine-Vincent Arnault et confirma son talent exceptionnel. Il s'appliqua alors à d'autres travaux, mais peu de temps après il mourut d'une forme très virulente de variole, à l'âge de 25 ans, alors qu'il venait de terminer le Philoctète à Lemnos .
Jean-Germain Drouais est inhumé dans la basilique Santa Maria in Via Lata , où ses confrères érigent un monument à sa mémoire.

## Dessins
- Dijon Musée Magnin :Feuille d'étude, Homme nu et cheval, Vue d'architecture en Italie, vue du chevet de l'église saint Jean et Paul, à Rome
- Grenoble, musée de Grenoble : Sujet grec d'après l'antique, 1785, crayon noir sur papier (MG 2621)
- Homme nu vu de face, pierre noire, estompe et rehauts de craie blanche sur papier beige, H. 0,546 ; L. 0,445 m[2]. Paris, Beaux-Arts de Paris[3]. Daté de 1779, cette académie est le seul témoignage connu de son apprentissage sous la direction de Brenet. Le mouvement de la figure tracé avec facilité, les proportions convenablement reproduites et l'usage à bon escient de l'estompe renseignent déjà de sa maîtrise qu'il développera auprès de David.
- Soldat cimbre, étude pour Marius à Minturnes, pierre noire et estompe, rehauts de craie blanche, H. 0,420 ; L. 0,437 m[4]. Paris, Beaux-Arts de Paris[5]. Déjà mise en oeuvre par David pour l'élaboration du Serment des Horaces, Drouais reproduit dans cette feuille la méthode consistant à mettre au net les drapés de chaque figure pour sa toile Marius à Minturnes.